# Yasniel Toledo
Yasniel Gonzalez Suarez Toledo (Pinar del Río, 15 settembre 1989) è un pugile cubano.

## Palmarès
- Olimpiadi

Londra 2012: bronzo nei pesi leggeri.
- Mondiali - Dilettanti

Baku 2011: argento nei pesi leggeri.
Almaty 2013: argento nei pesi superleggeri.
Doha 2015: bronzo nei pesi superleggeri.
- Giochi panamericani

Guadalajara 2011: oro nei pesi leggeri.
- Giochi centramericani e caraibici

Veracruz 2014: oro nei pesi superleggeri.